# Lucidchart
Lucidchart es una herramienta de diagramación basada en la web, que permite a los usuarios colaborar y trabajar juntos en tiempo real, creando diagramas de flujo, organigramas, esquemas de sitios web, diseños UML, mapas mentales, prototipos de software y muchos otros tipos de diagrama. Construida con estándares web, como HTML5 y JavaScript, Lucidchart funciona en todos los navegadores web modernos, como Google Chrome, Firefox, Safari e Internet Explorer 8+.

## Historia de la Compañía
En diciembre de 2008, Lucid Software Inc., un emprendimiento asentado en Salt Lake City, Utah, anunció por primera vez su plataforma de colaboración visual Lucidchart como una beta pública. La revisión más actual de Lucidchart fue lanzada el 31 de julio de 2010.
A partir de este lanzamiento, Lucidchart fue presentado en Techcrunch, Mashable, ReadWriteWeb, y PC World, con GigaOM indicando: "Lucidchart es una aplicación web visualmente atractiva, que convierte en algo sencillo el trabajar en la creación de diagramas con su equipo. La herramienta es, efectivamente, una alternativa online a Microsoft Visio."
En abril de 2010, la aplicación estuvo disponible en el mercado de aplicaciones de Google. En diciembre de 2010, Lucidchart fue incluida como aplicación recomendada en el lanzamiento del Chrome Web Store, en el que se convirtió en la principal aplicación paga.
En julio de 2011, Lucid Software anunció haber conseguido 1 millón de dólares en capital semilla de 500 Startups, 2M Companies, K9 Ventures, y otros inversores ángeles. 
En el verano de 2013, Lucid lanzó su aplicación para Chrome, en la Chrome Web Store, que permite a los usuarios trabajar de manera offline y sincronizar sus documentos.
Lucidchart también recibió el premio "Elección del Editor" de Start2Cloud.

## Características del producto
Lucidchart utiliza una interfaz de arrastrar-y-soltar y capacidades de colaboración en tiempo real. Sumado a su capacidad de funcionar en los principales sistemas operativos, como Microsoft Windows, Mac OS X y Linux, Lucidchart también es funcional en iPad, a través de una aplicación especialmente optimizada.

### Colaboración
Lucidchart utiliza una variedad de funcionalidades colaborativas, incluyendo chat integrado en el editor, comentarios y video chat y colaboración en tiempo real con otros editores.

### Opciones de publicación de documentos
Lucidchart también permite publicar los diagramas en la web y compartirlos con otros vía correo electrónico, generando un enlace.
Lucidchart permite la impresión de PDF vectoriales así como también imágenes rasterizadas en formatos JPG y PNG.

### Librería de formas
Lucidchart cuenta con una gran colección de librerías de formas estándar. Estas librerías incluyen formas y plantillas para:
- Diagramas de Flujo[14]
- Diagramas de Red[15]
- Modelos y Notación de Procesos de Negocio[16]
- Diagramas de Circuitos
- Planos
- Lenguaje Unificado de Modelado[17]
- Bocetos
- Futuro novato.
- Esquemas
- Mapas Mentales
- Mapas Conceptuales[18]
- Organigramas[19]
- Modelos de Entidad-Relación[20]
- Diagramas de Venn

La librería de formas para Diagramas de flujo, es la más popular en términos de uso.

### Personalización
Lucidchart también cuenta con una variedad de opciones de personalización. La importación de SVG, permite al usuario crear sus propias librerías de formas. Los usuarios también podrían alterar libremente las formas, líneas y plantillas existentes, así como también subir imágenes propias a los diagramas.

### Soporte para importación de archivos
En 2011, Lucidchart se convirtió en la primera aplicación web en ofrecer compatibilidad con Microsoft Visio, la principal herramienta de diagramación de escritorio. Lucidchart también soporta archivos del tipo *.graffle de Omnigraffle 6 y Omnigraffle 6 Pro./.    /tpspawnerold

## Compatibilidad con Mac
Lucidchart es una herramienta comúnmente adoptada por usuarios de Mac, en parte porque no existe Microsoft Visio para esta plataforma. Las librerías de formas más populares entre usuarios de Mac son la de Diagramas de Flujo y la de Diagramas Organizacionales. En 2013, Lucidchart lanzó una aplicación nativa para iPad.

## Integraciones

### Atlassian
Lucidchart está integrado con el paquete Atlassian y provee agregados para  Confluence Server, Confluence Cloud, JIRA Server, y JIRA Cloud.

### Google
La integración de Lucidchart con Google, incluye una funcionalidad totalmente soportada dentro de Google Docs y Google Drive, una aplicación offline y una versión de nivel empresarial para cuentas de equipo de Google for Work. La aplicación de Lucidchart es consistentemente bien puntuada en la Chrome Webstore. Lucidchart también lanzó extensiones de visualización de Visio y de OmniGraffle, a través de la Chrome Webstore.

### Otras integraciones
Otras integraciones de Lucidchart incluyen Jive, Box y Microsoft Office 2013. También cuenta con soporte para múltiples proveedores de integración SAML, para cuentas de nivel empresarial.

## Iniciativa Educacional
Para todos los usuarios educacionales, (desde escuela primaria a educación superior) Lucidchart provee cuentas Premium sin cargo. Los estudiantes y los establecimientos educativos pueden registrarse individualmente con sus direcciones de correo electrónico .edu y las escuelas pueden proveer cuentas de Lucidchart directamente a su alumnado.